# Yousra Rouibet
Yousra Rouibet, née le 22 juin 2001, est une escrimeuse algérienne.

## Carrière
Yousra Rouibet est médaillée d'argent en épée par équipes aux Championnats d'Afrique d'escrime 2016 à Alger.